# Parafia Najświętszego Serca Pana Jezusa w Koszęcinie
Parafia Najświętszego Serca Pana Jezusa w Koszęcinie – parafia rzymskokatolicka w diecezji gliwickiej, przynależy do dekanatu Woźniki.

## Historia
Koszęcin, był wzmiankowany w 1275 roku. W 1414 roku vwieś była znana pod łacińską nazwą Constantin. Według legendy w 1564 roku obok wsi zbudowano drewniany kościół pątniczy pw. Świętej Trójcy jako filia parafii w Sadowie. W 1609 roku protestant Andrzej Kochcicki zbudował przy zamku drewnianą kaplicę. W 1663 roku baron Mikołaj Filip de Rauten przy zamku na miejscu drewnianej kaplicy, zbudował murowaną kaplicę pw. Wniebowzięcia NMP, przy której był kapelan dla okolicznych miejscowości.
W 1868 roku przy kaplicy zamkowej utworzono kurację. 27 lutego 1869 roku bp Heinrich Förster utworzył lokalię, a później kurację, do której przydzielono: Strzebiń, Łazy, Prądy, Brusiek, Drutarnię, Pustą, Kuźnicę i przysiółki. Pierwszym proboszczem został Karol Diettrich. W 1899 roku zbudowano plebanię. W latach 1906–1908 zbudowano murowany kościół według projektu arch. Ludwika Schneidera, który został pobłogosławiony 15 października 1908 roku. W 1911 kuracja została podniesiona do godności parafii. 15 czerwca 1916 roku odbyło się poświęcenie kościoła.  

## Duchowni w parafii

### Proboszczowie[2]
1869–1875 ks. Karol Diettrich
1875–1885 vacat (duszpasterstwo z sąsiednich parafii)
1885–1887 ks. Józef Kudziełka
1887–1890 ks. Maksymilian Thiell
1890–1896 ks. Ernest Lehmann
1896–1899 ks. Gustaw Chęciński (administrator)
1899–1901 ks. Gustaw Majs
1901–1911 ks. Karol Bőhm
1911–1915 ks. Edward Sobek
1916–1922 ks. Jerzy Wójcik
1922–1939 ks. Walter Gąska
1939–1946 ks. Anastazy Muża
1946–1948 ks. Wilhelm Pluta
1948–1957 ks. Jerzy Reginek
1957–1968 ks. Augustyn Zając
1968–2006 ks. Tadeusz Fryc
2006–2019 ks. Sławomir Madajewski
2019–2020 ks. Leszek Skorupa (administrator)
od 2020 ks. Krzysztof Grzegorczyk

## Miejscowości i ulice należące do parafii
- Dolnik
- Irki
- Nowy Dwór
- Koszęcin - ulice: Azaliowa, Boronowska, Burzyńskiego, Chrobrego, Cicha, Cieszowska, Dąbrówki, ks. Gąski, Jaśminowa, Jodłowa (bloki nr 8 i 9), Kazimierza Wielkiego, Kochcickiego, Kopernika, Korczaka, Kościuszki, Kozielska, Królowej Jadwigi, Legionów, Leśna, Ligonia, Lompy, Lubliniecka, Łazowska, Makowskiego, Matejki, Mieszka I, Miodowa, Moniuszki, Nektarowa, Ogrodowa, Opiełki (od 1 do 9), Parkowa, Podgórna, Powstańców, Różana, Rzeczna, Sienkiewicza, Sikorskiego, Słoneczna, Sobieskiego (od 1 do 19), Spokojna, Szkolna, Śląska, Tęczowa, św. Wawrzyńca, Wąska, Wojska Polskiego, Wspólna, Zamkowa